# Natolin, condado de Sokołów
Natolin [naˈtɔlin] es un pueblo en el distrito administrativo de Gmina Ceranów, dentro del condado de Sokołów, Voivodato de Mazovia, en el este de Polonia central. Se encuentra aproximadamente a 6 kilómetros al este de Ceranów, a 28 kilómetros al norte de Sokołów Podlaski, y a 102 kilómetros al noreste de Varsovia.